# Tryonia cheatumi
Tryonia cheatumi är en snäckart som först beskrevs av Henry Augustus Pilsbry 1935.  Tryonia cheatumi ingår i släktet Tryonia och familjen tusensnäckor. IUCN kategoriserar arten globalt som otillräckligt studerad. Inga underarter finns listade i Catalogue of Life.